# حارة المنتزه (صنعاء)

تعديل مصدري - تعديل

حارة المنتزه هي إحدى حارات حي معين بمديرية معين إحد مديريات العاصمة اليمنية صنعاء، بلغ تعداد سكانها 349 نسمة حسب تعداد اليمن لعام 2004.